# Mexicoa ghiesbreghtiana
Mexicoa ghiesbreghtiana là một loài thực vật có hoa trong họ Lan. Loài này được (A.Rich. & Galeotti) Garay mô tả khoa học đầu tiên năm 1974.

## Hình ảnh

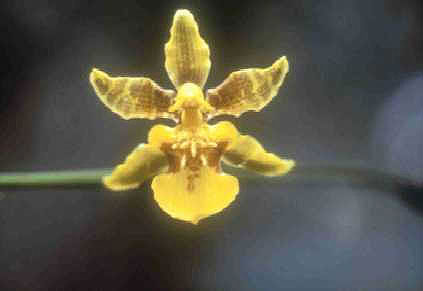
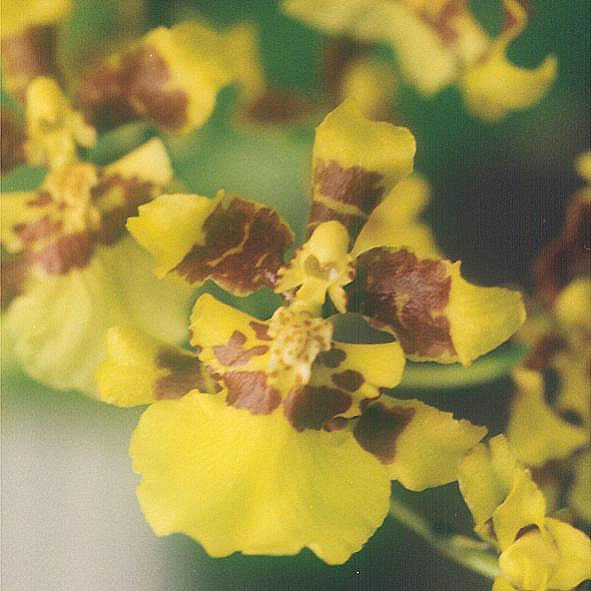
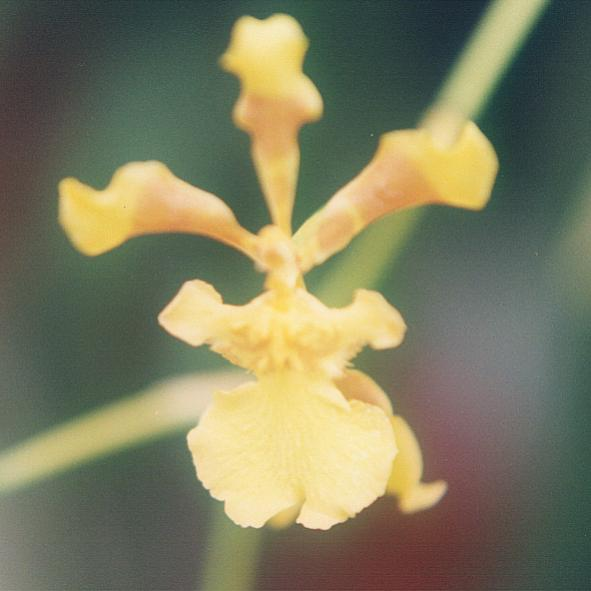